# 北陸鉄道金沢営業所
北陸鉄道金沢営業所（ほくりくてつどうかなざわえいぎょうしょ）は、石川県金沢市割出町にある北陸鉄道（北鉄バス）の営業所。
2006年（平成18年）4月29日までは西部営業所だった。車体の営業所記号は「西」である。管轄下に南部支所を置く。かつては東部支所を管轄下に置いていた。
最寄り停留所は「西割出」である。

## 沿革
- 1968年11月13日：西部営業所として発足。
- 2001年3月4日：（旧）金沢営業所を統合。
- 2006年4月29日：金沢営業所に改称。
- 2022年10月17日：城下まち金沢周遊への導入に合わせて、manacaの取扱窓口となる[2]。

## 現行路線

### 金沢周遊線
愛称は「城下まち金沢周遊」であり、案内には専らこの愛称が使用される。2022年10月17日以降はmanacaが利用可能になった（交通系ICカード全国相互利用サービス対応）。
- 右回りルート（RL）：金沢駅東口→橋場町→兼六園下・金沢城→広坂・21世紀美術館→広小路→香林坊→武蔵ヶ辻・近江町市場→金沢駅東口
- 左回りルート（LL）：金沢駅東口→武蔵ヶ辻・近江町市場→香林坊→広小路→広坂・21世紀美術館→兼六園下・金沢城→橋場町→金沢駅東口

### 金沢ライトアップバス
- 金沢駅東口→橋場町→兼六園下・金沢城→広坂・21世紀美術館→広小路→香林坊→武蔵ヶ辻・近江町市場→金沢駅東口

金沢ライトアップバス実行委員会が主催して北陸鉄道が受託運行している。土曜日の19時以降のほか、多客期の日曜日や祝日などにも運行される。北陸鉄道が運営する路線ではないため、並行するバス路線とは異なり運賃は300円で、ICaや定期券、北鉄バス1日フリー乗車券は使用できない。2022年10月17日以降はmanacaが利用可能になった（交通系ICカード全国相互利用サービス対応）。
金沢ライトアップバス専用フリー乗車券
販売価格は大人500円、子ども250円。金沢ライトアップバスのみが1日乗り放題になる。金沢ライトアップバス実行委員会が発行するものであり、ほかの路線バスでは使用できない。

### 平和町線
- 20：金沢駅 - 本町（郊外方向）／六枚町（市内方向） - 香林坊 - 平和町 - 金大附属学校自衛隊前
- 工業試験場／中央病院 - 県庁前 - 金沢駅西口 - 新神田 - 平和町 - 金大附属学校自衛隊前
  - 2001年3月4日、北陸鉄道柳橋営業所（現・北鉄金沢バス北部営業所）から後述の野田線（小原系統を除く）、大桑線とともに移籍。さらに柳橋にいたノンステップ車（三菱ふそうエアロスター）8台も同時に転籍している。

### 野田線
- 21：金沢駅 - 本町（郊外方向）／六枚町（市内方向） - 香林坊 - 平和町 - 金大附属学校自衛隊前 - 野田 - 北陸学院大学／つつじが丘住宅
- 25：金沢駅 - 本町（郊外方向）／六枚町（市内方向） - 香林坊 - 平和町 - 金大附属学校自衛隊前 - 野田 - 北陸学院大学 - 内川小学校前
  - 2018年11月30日：内川小学校前 - 小原間が廃止。

### 大桑線
- 22：金沢駅 - 本町（郊外方向）／六枚町（市内方向） - 香林坊 - 平和町 - 金大附属学校自衛隊前 - 野田 - 大桑住宅 - 大桑タウン
  - 2011年4月1日：大桑住宅 - 大桑タウン間を延伸。

### 金石線
- 60：金石 - 中橋 - 香林坊 - 野町駅
- 60：金石 - 金沢駅西口
- 61：大野 - 金石 - 中橋 - 香林坊 - 野町駅
- 62：中央病院‐畝田‐金石‐大野港
- 63：大野港 - 金石 - 中橋 - 香林坊 - 野町駅
  - 四十万金石線の結節路線化以前の路線である。
  - 2023年4月1日：四十万金石線と四十万線との輻輳を解消するため、四十万金石線の大半の便を野町駅発着に短縮した上で本路線へ変更[5]（金石線としては長田一丁目 - 野町駅間の延伸）。合わせて三馬大野線の兼六園下・金沢城発着便の一部も野町駅発着の本路線に変更されたため、大野および大野港へも延伸。
  - 62番は昼間の数本のみである。

### 橋場線
- 金沢駅 - 武蔵ヶ辻・近江町市場 - 香林坊 - 広坂・21世紀美術館 - 兼六園下・金沢城 - 橋場町

2015年の北陸新幹線金沢延伸直後に運行された金沢大学線の臨時便を起源とする路線である。当初、往路は兼六園下・金沢城止まりで復路は橋場町始発だったが、同年10月には往路も橋場町まで延伸された。この系統は2016年4月のダイヤ改正で金沢大学線の定期便となった。その後2021年4月版の路線図では金沢周遊線に変更され、各バス停に時刻が掲出されていたがウェブの時刻検索では表示しないようにされていた。2023年7月ごろからはウェブの時刻検索で橋場線として表示されるようになった。

## 県内特急バス路線
予約不要の定員制（自由席）。なお、能登方面特急バスは北鉄奥能登バスと北鉄金沢バスが運行を行っている。

### 小松空港線

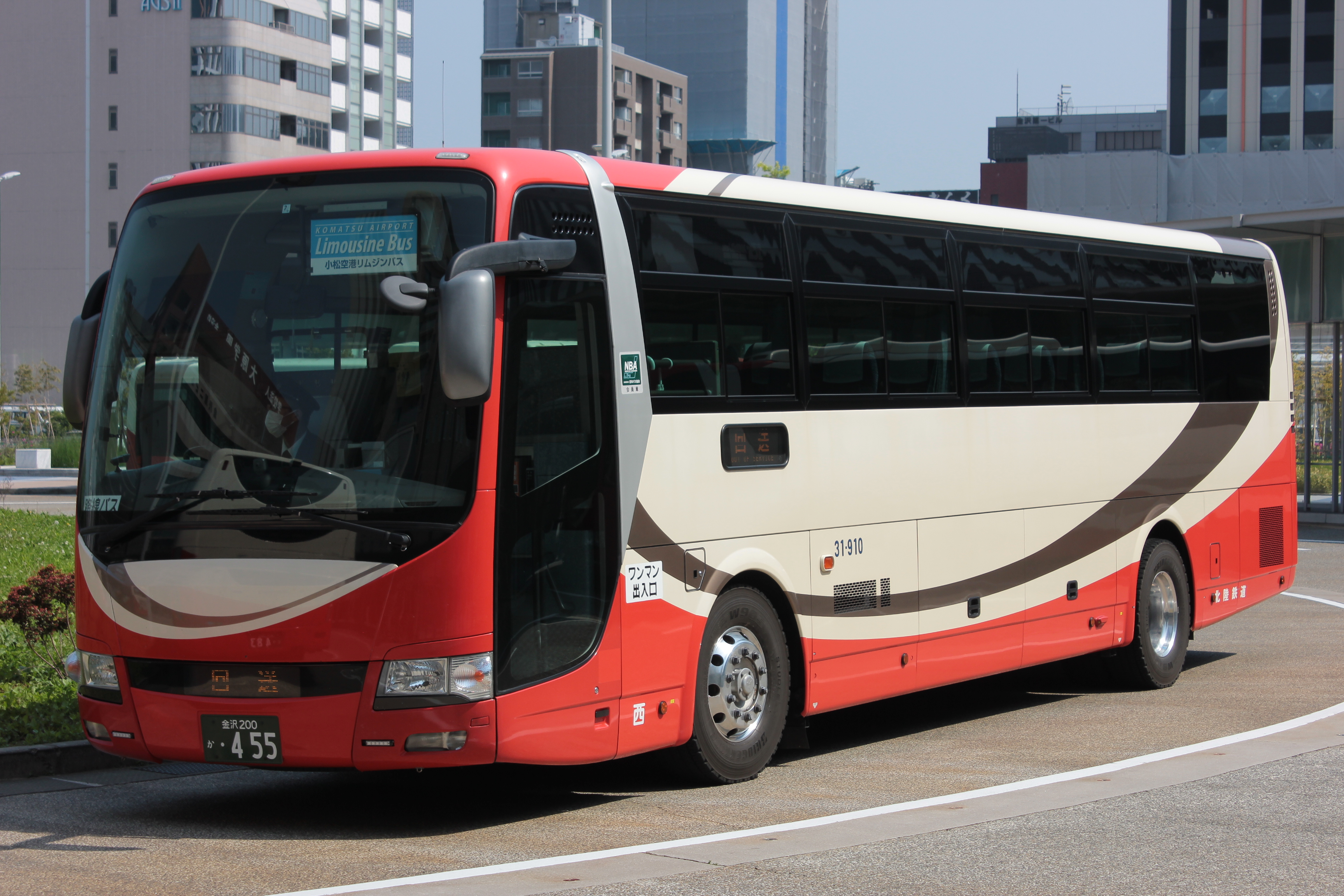
北陸鉄道の小松空港リムジンバス（三菱ふそう・エアロエース）

- 香林坊 - 武蔵ヶ辻・近江町市場 - 金沢駅西口 - 駅西合庁前 - 北陸松任 - 松任海浜公園 - 小松空港（香林坊 - 金沢駅西口間は一部の便のみ運行）

一般には小松空港リムジンバスとして案内されている。
概要
- 1973年（昭和48年）11月12日に小松空港のジェット化に合わせ路線を開設した[10][11]。以前は北鉄金沢中央バス、ほくてつバス（現在はともに北鉄金沢バス、いずれも同社の子会社）も加わっていた。

- 2015年（平成27年）10月1日より、小松空港リムジンバスの名称を使用し、市内経由便を廃止。2016年（平成28年）10月1日より、香林坊を出発して武蔵ヶ辻から金沢駅西口（金沢港口）を経由し空港に至る便[12]と、金沢駅西口を発着する便との2種類となる。

支払い
特別企画乗車券「羽田京急きっぷ」（発売終了）
- 小松空港特急バスの往復乗車券と京急線羽田空港国内線ターミナル駅（羽田空港国際線ターミナル駅） - 品川駅（泉岳寺駅）または横浜駅間の往復乗車券がセットになった特別企画乗車券。往復乗車券ではあるが、2名片道での利用も可能だった。利用開始日から10日間有効。2019年9月30日をもって発売・取扱を終了した。

交通系ICカード全国相互利用サービス
- 2018年（平成30年）2月23日に、金沢駅西口の自動券売機でmanacaなどの全国相互利用サービス対応の交通系ICカード（電子マネー扱いとなるためPiTaPaは利用不可）での支払いが可能となった[14]。

## 県外高速バス路線
全路線予約制。

### 名古屋線
名鉄バス・西日本ジェイアールバス・ジェイアール東海バスと共同運行。

### 新潟線

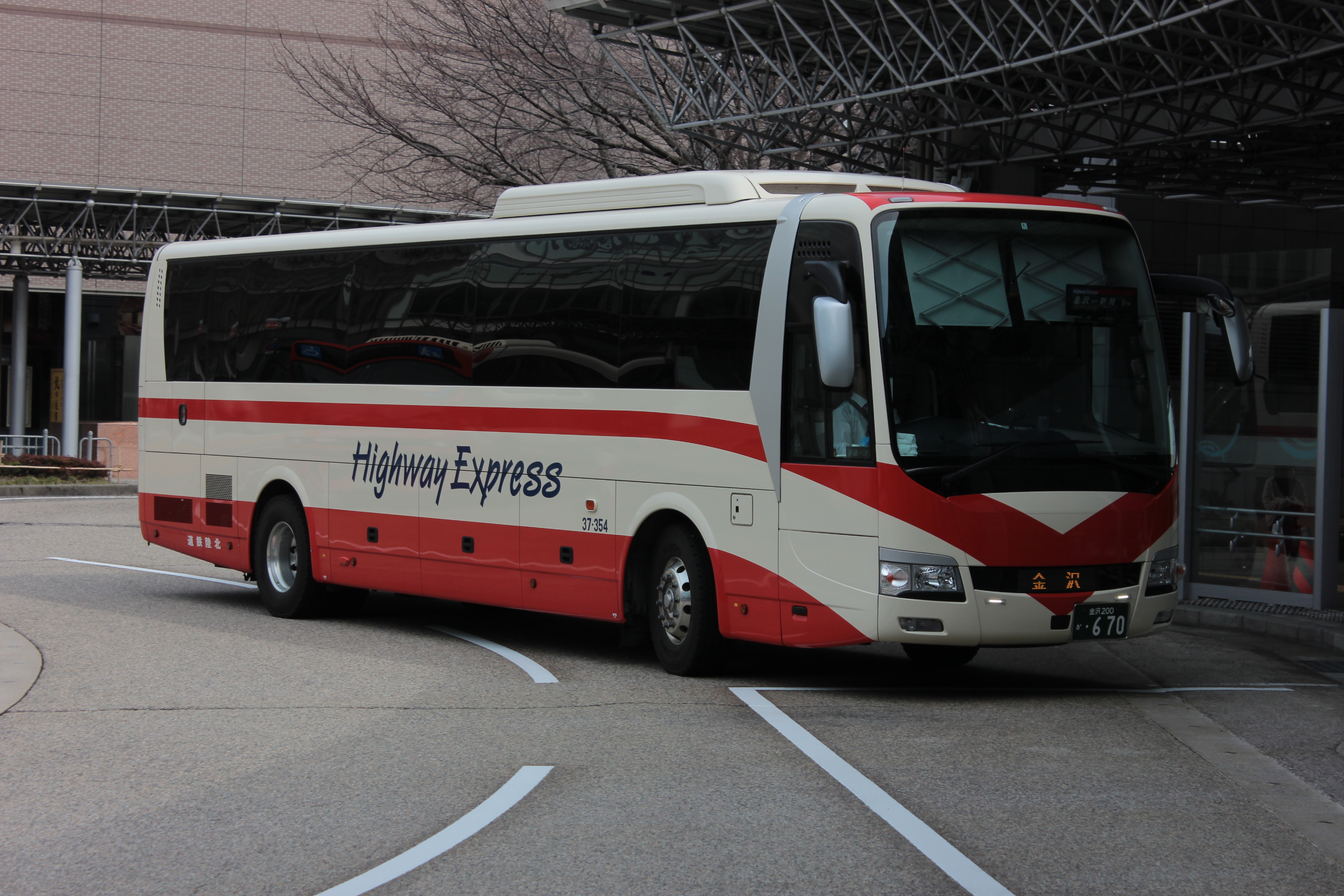
新潟線の車両、2015年以降に導入されている車両には赤色の帯に「Highway Express」のロゴを入れている。

- 金沢駅西口 - 駅西合同庁舎前 ⇔ 木田 - 長岡北 - 栄 - 三条燕 - 巻潟東 - 鳥原 - 新潟駅前 - 万代シテイバスセンター

石川県金沢市と新潟県新潟市を結ぶ高速バス路線である。1日2往復、新潟交通と共同運行。
1991年当時、JR線の金沢駅 - 新潟駅間には北陸本線・信越本線を経由する「白鳥」「雷鳥」「北越」などの特急列車が運行されていた。これらJRの特急列車に対抗するため、当高速バス路線の開設にあたっては低価格の運賃設定を強みにしている。
その一方、JR線の特急列車は、元々北陸地方3県と上越新幹線の乗継需要に特化したダイヤを編成しているという背景の下、1997年（平成9年）の北越急行ほくほく線開業を機に特急列車の運行系統を整理、大阪駅から直通していた「白鳥」「雷鳥」は金沢駅および富山駅で運行系統が分割された。金沢駅 - 長岡駅間を結んでいた特急「かがやき」は北越急行ほくほく線経由の特急「はくたか」に移行して、長岡を通らなくなり、併せて全区間を通して乗車する利用客は元々あまり多くない金沢駅 - 新潟駅間の「北越」も大幅に本数が減少した。
当路線は北陸新幹線開業に至るまで、ともに金沢と長岡・新潟を結ぶ都市間輸送を役目として「北越」と競合関係を保ち、2011年8月には上越市内の木田バス停を停車地に追加した。一時期、新潟発最終の「北越10号」は17時台の発車だったが、東日本旅客鉄道（JR東日本）新潟支社は当路線の運行時間帯を見越して発車時刻を18時台に繰り下げるなど、高速バスに対抗し、かつ利便性の確保を図ってきた。
北陸新幹線開業後、金沢駅 - 新潟駅間を直通していた「北越」は全廃され、当路線は金沢と新潟県中越・下越地方を直通する唯一の交通手段となっている。
沿革
- 1991年（平成 3年）8月7日 - 運行開始。
- 2001年（平成13年）9月 - 金沢駅バスターミナルの改修工事に伴い東口暫定バスターミナル発着に変更
- 2007年（平成19年）7月 - 新潟県中越沖地震の影響で北陸自動車道が通行止めのため一時期一般道を迂回運行。
- 2009年（平成21年）5月11日 - ダイヤ改正。兼六園下-金沢駅間廃止。駅西合庁経由になる。
- 2010年（平成22年）8月1日 - 長岡北、栄の2箇所を停留所に新規追加。
- 2011年（平成23年）8月1日 - 木田を停留所に新規追加。
- 2015年（平成27年）7月16日 - 新潟市内の4停留所（県庁東、市役所前、古町、万代シテイバスセンター前（新潟行きのみ））を廃止。
- 2020年（令和2年）
  - 4月25日 - 新型コロナウイルスの影響により、この日より当面の間運休。
  - 6月1日 - 運行再開。

- 2023年（令和5年）7月1日 - 金沢駅前（東口）発着から金沢駅西口発着に変更。

車両
化粧室つき38人乗り4列シート車で運行される。

### 高山線
- 金沢駅西口 ⇔ 五箇山菅沼（白川郷系統のみ停車） - 白川郷 - 高山濃飛バスセンター（五箇山菅沼バス停は片クローズ扱いで、金沢駅西口 - 五箇山菅沼間に限り乗降可）

金沢市と岐阜県高山市を結ぶ路線である。濃飛乗合自動車（濃飛バス）と共同運行。
沿革
- 2000年（平成12年）10月8日 - 運行開始。
- 2008年（平成20年）7月6日 - 東海北陸自動車道全通によるダイヤ改正を実施。
- 2009年（平成21年）4月1日 - ダイヤ改正。乗り継ぎ便の場合、白川郷での待ち時間が最大45分になる。
- 2014年（平成26年）4月1日 - ダイヤ改正。金沢 - 白川郷 - 高山4往復、金沢 - 五箇山 - 白川郷2往復に増便。
- 2015年（平成27年）3月14日 - ダイヤ改正。金沢 - 五箇山 - 白川郷4往復に増便。
- 2016年（平成28年）

- 4月1日 - ダイヤ改正。金沢 - 五箇山 - 白川郷6往復に増便。
- 10月1日 - 白川郷バス停移転。

- 2020年（令和2年）

- 4月13日 - 新型コロナウイルスの影響により、この日より一部便（白川郷発着の4往復）を当面の間運休。
- 4月18日 - この日より当面の間全便運休。
- 6月1日 - この日より一部便の運行を再開。

- 2023年（令和5年）
  - 4月1日 - 2往復の運行を再開し、全便運行再開となる。
  - 7月1日 - 金沢駅前（東口）発着から金沢駅西口発着に変更。

### 名古屋B線
- 金沢駅西口 - 白川郷バスターミナル - 名鉄バスセンター

金沢市と愛知県名古屋市を結ぶ路線で、北陸鉄道側での案内上の名称は白川郷・名古屋線である。名鉄バスと共同運行。金沢駅 - 名鉄バスセンター間は名古屋線、金沢駅 - 白川郷間は高山線も運行されているが、別路線となるため共通乗車制度は採用されていない｡その一方で、白川郷 - 名鉄バスセンター間では岐阜乗合自動車（岐阜バス）が運行する高速名古屋白川郷線との間で共通乗車制度が採用されている。
沿革
- 2023年（令和5年）
  - 2月20日 - 1日2往復で運行開始。
  - 7月1日 - 金沢駅前（東口）発着から金沢駅西口発着に変更。

## 廃止路線

### 兼六園シャトル
- 金沢駅東口→武蔵ヶ辻・近江町市場→香林坊→広坂・21世紀美術館→県立美術館・成巽閣→兼六園下・金沢城→広坂・21世紀美術館→香林坊→武蔵ヶ辻・近江町市場→金沢駅東口

金沢駅東口から武蔵ヶ辻・近江町市場や香林坊、広坂・21世紀美術館を経由し、県立美術館・成巽閣、兼六園下・金沢城の順で兼六園を反時計回りに一周して広坂・21世紀美術館から金沢駅まで同じ経路で戻る路線であった。基本的に専用の塗装の車両で運行されていた。運賃は平日200円（武蔵ヶ辻・近江町市場 - 香林坊間も同額）となっていたが、土日祝日はまちバスに合わせて100円であった。
新型コロナウイルス感染症 (COVID-19) 拡大に伴い、2020年（令和2年）4月18日より運休となり、その後運行を再開することなく2021年（令和3年）4月1日付で路線廃止。2020年（令和2年）4月17日が事実上の最終運行日となった。

### 仙台線

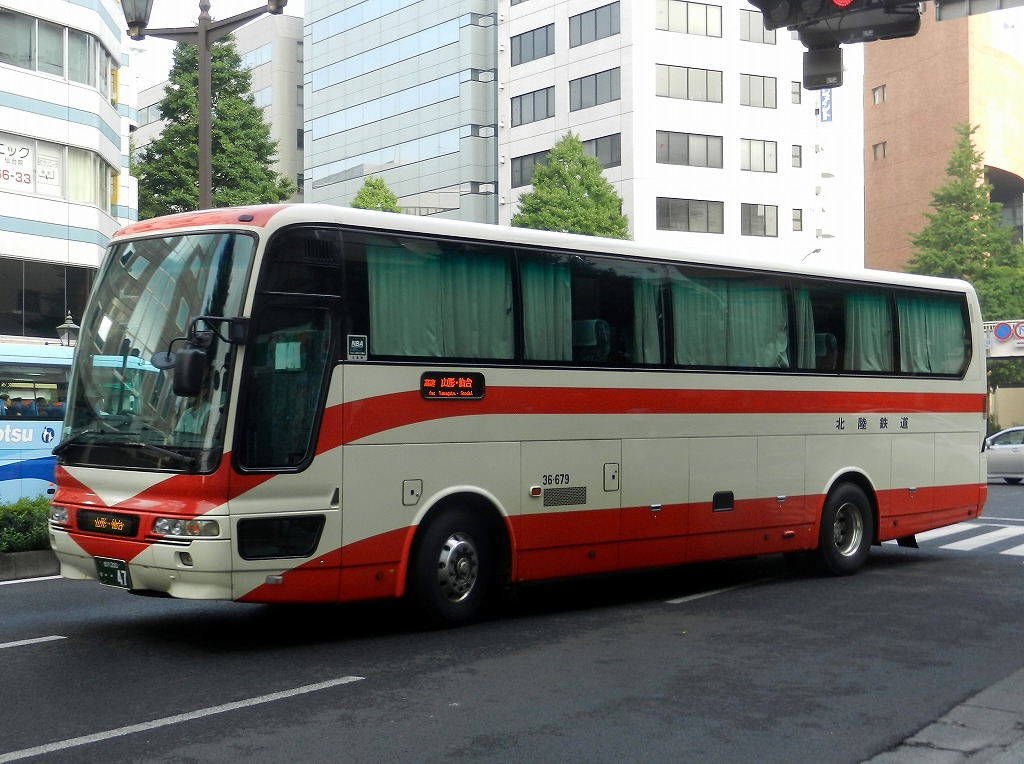
エトアール号の車両（旧塗色）

- 金沢駅東口 - 高岡高速バスターミナル - 富山駅前 - 富山市役所前 - 総曲輪 - 富山市民病院前 - 西上袋 - 滑川 - 魚津 - 黒部 ⇔ 山交ビルバスターミナル - 山形県庁前 - 仙台駅前 - 仙台駅東口

石川県金沢市と山形県山形市および宮城県仙台市を結んでいた夜行高速バスである。原則として化粧室つき29人乗り3列シート車で運行されていた。富山地方鉄道と共同運行。
沿革
- 1992年（平成4年）3月10日 - 宮城交通との共同運行で運行開始（宮城交通での愛称は「エトアール号」）。
- 2011年（平成23年）

- 3月11日 - この日発生した東北地方太平洋沖地震（東日本大震災）の影響により、同年3月21日金沢出発便（仙台出発便は翌3月22日）まで運休。
- 3月22日 - この日の金沢出発便（仙台出発便は翌3月23日）から北陸鉄道の単独運行により、隔日運行を開始。また、この日より山形県庁前に停車（本来は同年3月16日から停車予定であった）。
- 4月2日 - この日の出発便より毎日運行に戻る（当面は北陸鉄道の単独運行）。
- 4月7日 - この日の仙台出発便（金沢出発便は翌4月8日）から宮城交通が運行を再開。

- 2012年（平成24年）8月1日 - 始発・終着地が加賀温泉駅に変更となり、小松駅東口、松任海浜公園バス停を設置。

- 当時の停車停留所：加賀温泉駅 - 小松駅東口 - 松任海浜公園 - 金沢駅東口 ⇔ 山形県庁前 - 仙台駅前

- 2014年（平成26年）3月23日 - 3月3日に宮城交通の車両が北陸自動車道小矢部川サービスエリアで停車中のトラックに追突する事故が発生。この日の金沢出発便より宮城交通便が当面の間運休。北陸鉄道の単独運行により隔日運行。
- 2017年（平成29年）4月1日 - 北陸鉄道と富山地方鉄道との共同運行となり経路を変更、毎日運行化。加賀温泉駅、小松駅東口、松任海浜公園バス停は廃止。
- 2020年（令和2年）

- 4月1日 - 山交ビルバスターミナル停留所を新設。
- 4月25日 - 新型コロナウイルスの影響により、この日の金沢出発便より（富山地方鉄道担当便は同年4月19日の金沢出発便より）当面の間運休。
- 7月17日 - この日の金沢発の便より運行再開。

- 2021年（令和3年）

- 1月18日 - この日の出発便より土日祝日のみの運行となる。
- 3月31日 - この日の金沢発の便より（仙台発は翌4月1日出発便より）8月30日まで（仙台発は翌31日出発便まで）運休。
- 8月31日 - 路線廃止。同年3月30日（仙台発は翌31日）の出発便が事実上の最終運行となった。